# Гассельбрінк Валерія Орестівна
Валерія Орестівна Гассельбрінк (до шлюбу Габель, 1881, Балаганськ, Іркутська губернія, Російська імперія — 27 жовтня 1970, Харків, Українська РСР, СРСР) — російська, радянська та українська бібліотечна діячка. 
Народилася в сім'ї революціонерів-народників. У 1900—1929 роках працювала в Харківській громадській бібліотеці. З 1931 року жила в Західному Сибіру, куди її чоловік був засланий на примусове поселення за звинуваченням у контрреволюційній діяльності. У засланні працювала бібліотекаркою у робочому селищі Голишманове, у 1944—1949 роках завідувала районною бібліотекою. Після смерті чоловіка 1952 року повернулася до Харкова, де проживала з рідними сестрами.

## Життєпис
Валерія Габель народилася в 1881 році в Балаганську Іркутської губернії в сім'ї Ореста-Октавіана Мартиновича (1849—1915) та Августини Станіславівни (1853—1907) Габелів. Її батьки були заслані до Балаганска через участь у народницькому русі. Хрещеним батьком Валерії був земський лікар Дмитро Синельников, батько фізика Кирила Синельникова. Валерія була третьою дитиною в родині. Крім неї, у Габелів народилися син Юрій (1891—1949), який став ученим-хіміком, і чотири дочки: Людмила (1876—1967) та Олена (1879—?), Марія (1886—1923) та Маргарита (1893—1981).
У 1887 році термін заслання Габелів закінчився, і вся родина повернулася до Харкова, де закінчила третю жіночу гімназію. У юнацькі роки вона захоплювалася творчістю С. Я. Надсона та П. Ф. Якубовича. 1900 року почала працювати у Харківській громадській бібліотеці, де вела облік підписників. Водночас працювала на волонтерських засадах у філіальних відділах цієї бібліотеки. За припущенням дослідника В. Є. Мамона, вона, ймовірно, здобула вищу освіту, але при цьому ні навчальний заклад, ні рік закінчення на сьогодні невідомі. На початку 1900-х років Габель одружилася з Християном-Альбертом Гассельбрінком, інженером за освітою, який також безоплатно працював у філіальних відділеннях Харківської громадської бібліотеки.
Під час революції 1905 року Валерія Гассельбрінк займалася поширенням забороненої літератури серед читачів Харківської громадської бібліотеки. Після Жовтневої революції та встановлення радянської влади з подальшою реорганізацією Харківської бібліотеки з громадської в державну, продовжила працювати в ній. Згодом стала завідувачкою іноземного відділу. У 1926 році разом із директоркою бібліотеки Наталією Іванівною Чепігою була направлена до Німеччини для «ознайомлення зі станом бібліотечної справи та новою книжковою продукцією». Під час відрядження вона побувала в бібліотеках Берліна, Лейпцига та Мюнхена. За підсумками поїздки підготувала спільно з Чепігою курс лекцій про німецькі бібліотеки для харківської бібліотечної спільноти.
У 1929 році чоловіка перевели працювати до Коломенського машинобудівного заводу. Вона вирушила разом з ним на нове місце проживання, залишивши основну роботу. Відомо, що наприкінці 1930 року Валерія Гассельбрінк проживала в селі Боброве при вузловій станції Голутвіно, мала статус домогосподарки та інваліда праці. В останні дні грудня того ж року чоловік був заарештований та звинувачений у контрреволюційній діяльності. У 1931 році його достроково звільнили та відправили на поселення в робоче селище Голишманово (Тюменська область). Дружина виїхала з ним і спромоглася влаштуватися на роботу в місцеву бібліотеку. У 1936 році до свята 8 березня її праця була відзначена «грамотою ударника». 20 листопада 1944 року вона стала завідувачкою районної бібліотеки Голишманівського району. Після чотирьох років діяльності на цій посаді Гассельбрінк отримала почесну грамоту обласного відділення культурної освіти.
У листопаді 1949 року Валерія Гассельбрінк почала працювати бібліотекаркою у місцевій середній школі. На початку вересня 1951 року її звільнили (В. Є. Мамон пов'язує це з «боротьбою проти космополітів»), але вже в перші місяці 1952 вона домоглася відновлення на роботі, вигравши два суди. У серпні того ж року помер її чоловік, а через місяць вона звільнилася «за власним бажанням» і повернулася до Харкова, де жила разом із сестрами Людмилою та Маргаритою.
Померла у Харкові 27 жовтня 1970 року від атеросклерозу мозку. Місце її поховання невідоме.
Валерія Гассельбрінк є авторкою доповіді «Деяльность І та ІІ Филиальних Отделений Харьк. Общественной Библиотеки за все время их существования», що зберігається у Харківській державній науковій бібліотеці імені В. Г. Короленка. В 1959 вона почала писати мемуари, які так і не були опубліковані.